# 포트휴런 프롤러스
| 포트휴런 프롤러스 |                                 |
| 설립연도          | 2015년                          |
| 해체연도          |                                 |
| 역사              | 포트휴런 프롤러스 (2015년~현재) |
| 경기장            | 맥모란 플레이스                 |
| 연고지            | 미시간주 포트휴런               |
| 상징색            | 빨강, 검정, 하양                |
| 구단주            | 베리 소스킨                     |
| 단장              | -                               |
| 감독              | 트레버 카라시에웍즈             |
| 정규시즌 우승     | -                               |
| 플레이오프 우승   | 1 (2016년)                      |
| 영구 결번         | -                               |

포트휴런 프롤러스(Port Huron Prowlers)는 미국 미시간주 포트휴런을 연고지로 하는 FHL 소속 아이스 하키팀이다.

## 역대 홈경기장
| 경기장            | 사용기간    | 수용인원 | 장소              | 비고 |
| ----------------- | ----------- | -------- | ----------------- | ---- |
| 포트휴런 프롤러스 |             |          |                   |      |
| 맥모란 플레이스   | 2015년~현재 | 3,400명  | 미시간주 포트휴런 | 빈칸 |